# 2003 у відеоіграх

## Події

### Великі релізи
- 26 березня — Strategy First видає в Північній Америці покрокову стратегію Galactic Civilizations. В Великій Британії гра виходить 12 вересня, в Німеччині 30 вересня, а в Польщі 19 грудня.
- 26 березня — Gathering of Developers видає в Північній Америці шутер від першої особи Vietcong. В PAL-регіоні гра вийшла 17 квітня.
- 23 травня — Konami випускає для PAL-регіону гру хорор Silent Hill 3 для платформи PlayStation 2. 3 червня гра вийшла в Японії, а 6 серпня в Північній Америці. Версія для платформи Microsoft Windows вийшла спершу для PAL-регіону 31 жовтня, а 2 грудня в Північній Америці.
- 29 травня — Rise of Nations
- 15 липня — LucasArts випускає в Північній Америці для платформи Xbox комп'ютерну рольову гру Star Wars: Knights of the Old Republic, розроблену компанією BioWare, 12 вересня гра виходить в Європі. Версія для платформи Microsoft Windows виходить спершу, 19 листопада, в Північній Америці, згодом, 5 грудня, в Європі.
- 21 жовтня — iGames Publishing випускає хорор-шутер від першої особи Nosferatu: The Wrath of Malachi.
- 12 грудня — PopCap Games видає казуальну головоломку Zuma, яка була пізніше клонована у багатьох варіантах.